# 散兵坑里没有无神论者
格言“散兵坑里没有无神论者”（There are no atheists in foxholes）表达了这样一种观点，即当人们面临巨大的压力或恐惧，例如战争时，人们将会相信一种超然的力量以求安慰。

## 起源
这一格言的确切起源尚不清楚。可能出自威廉·J·克里尔（William J. Clear）中校或威廉·凯西（William Casey）中校，但一般相信出自记者厄尼·派尔（Ernie Pyle）。